# Eva Liljeblom
Eva Helena Maria Liljeblom (* 4. Januar 1958 in Oulu) ist eine finnische Wirtschaftswissenschaftlerin und Hochschullehrerin.

## Werdegang, Forschung und Lehre
Liljeblom studierte an der Schwedischen Handelshochschule, die auch unter dem schwedischen Namen Hanken bekannt ist. 1981 graduierte sie als Master of Science in Wirtschaftswissenschaften, 1984 erhielt sie an der Hochschule ihr Lizenziat. Anschließend lehrte sie an der Hochschule, an der sie 1989 parallel ihr Ph.D.-Studium abschloss. Ab 1988 war sie dabei als Assistant Professor angestellt, 1990 ging sie in gleicher Position nach Schweden und wirkte zwei Jahre an der Handelshochschule Stockholm. Nach ihrer Rückkehr an die Schwedische Handelshochschule als ordentliche Professorin im August 1992 übernahm sie nur wenige Zeit später, im Januar 1993, die Leitung der wirtschaftswissenschaftlichen Abteilung. Diese hatte sie bis Jahresende 2009 inne, ehe sie zur Rektorin der Hochschule ernannt wurde. Ab Sommer 2010 nahm sie für fünf Jahre die Geschicke der gesamten Universität in die Hand nahm, seit August 2015 ist sie wieder als ordentliche Professorin tätig.
Liljebloms Arbeitsschwerpunkte liegen im Bereich des Finanzwesens, dabei fokussierte sie sich unter anderem auf Fragestellungen aus den Bereichen Corporate Governance, Corporate Finance und Risikomanagement.
Liljeblom engagierte sich in verschiedenen wirtschaftswissenschaftlichen Vereinigungen. Zudem saß sie bei diversen Unternehmen in den Aufsichtsräten, wie etwa bei Stockmann oder Telia Company.